# مسجد السنة (الرباط)

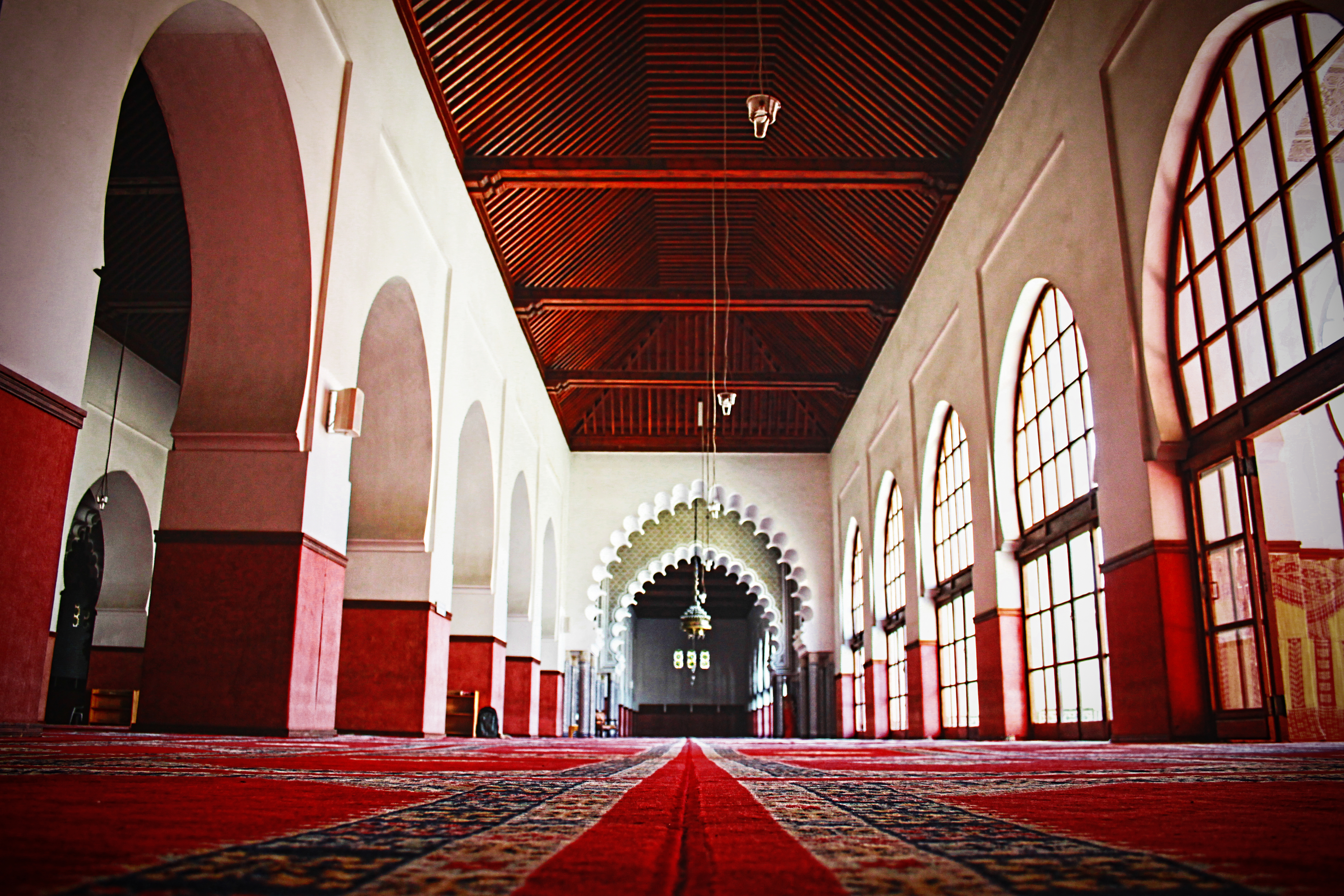
Rabat, Mosquée As-Sunna (Rabat)

مسجد السنة هو مسجد كبير يقعُ في وسط العاصمة المغربية الرباط بالمغرب. يُعتبر من أكبر مساجد المغرب.

## التاريخ
أسس المسجد السلطان العَلوي مولاي محمد بن عبد الله (الذي جعل لفترة وجيزة الرباط عاصمته الملكيَّة) في 1785. ومع ذلك، رُمِّمَ بالكامل تقريبًا في القرن التاسع عشر. في عام 1969، بِمُناسبة عيد ميلاد الملك الحسن الثاني الأربعين، أعيد ترميم المسجد من جديد ونقل مئذنته من موقعها الأصلي في الركن الشمالي الغربي للمسجد وأعيد بناؤها «حجرًا بحجر» في الزاوية الجنوبية الغربية للمسجد، حيث يقف اليوم من أجل تعزيز منظوره على طول محور شارع محمد الخامس.

## العمارة
يقع المسجد في مكان بارز بصريًا في شارع محمد الخامس، أحد الجادات الرئيسية في وسط العاصمة المغربية الرباط. يقع القصر الملكي غربًا وجنوبًا. يحتوي المبنى على مخطط أرضي شبه مربع تبلغ مساحته 74 مترًا تقريبًا لكل جانب مع مساحة 5565 مترًا مما يجعله رابع أكبر مسجد تاريخي في المغرب. لديه تخطيط قياسي نسبيا لمسجد المغربي، ويضم فناء مستطيل كبير ( الصحن ) وتحيط بها أروقة وقاعة للصلاة تتألف من ثلاثة أروقة عرضية الرئيسية موازٍ للقبلة (جنوب شرق) الجدار. في كلا طرفي الفناء، بمحاذاة المداخل الجانبية، توجد أجنحة مزخرفة تذكر بترتيب مماثل في مسجد القرويين الأقدم بكثير في فاس. الجزء الشمالي من المسجد مشغول بغرف إضافية كانت تؤوي الطلاب في السابق. تقع المئذنة، ذات الزخارف الزخرفية المنحوتة على طول واجهاتها الأربع، في الركن الجنوبي الغربي لكنها كانت في الأصل في الزاوية الشمالية الغربية. يحتوي المسجد على العديد من بوابات الزينة والديكور المغربي التقليدي بالداخل.

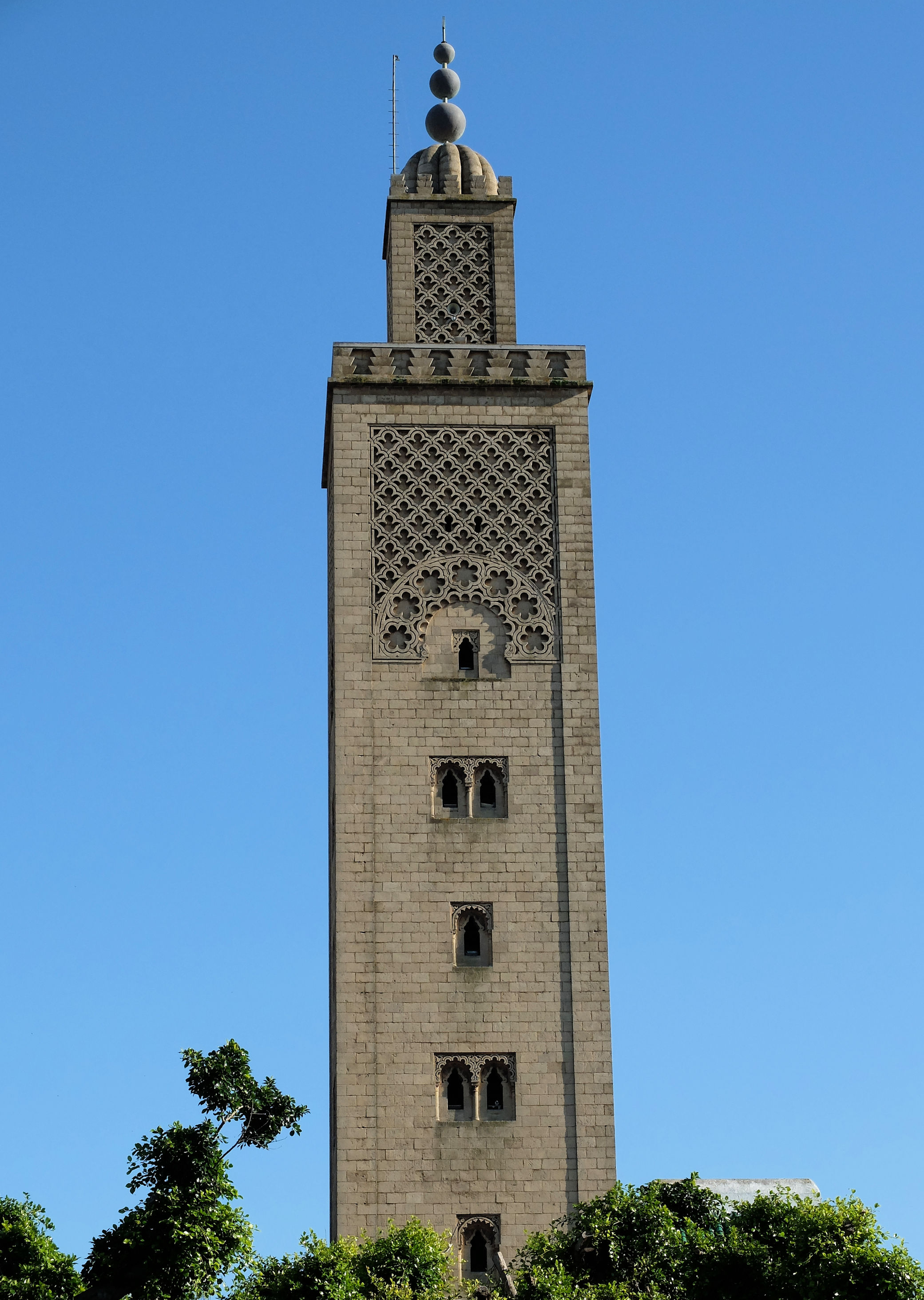
مئذنة المسجد.
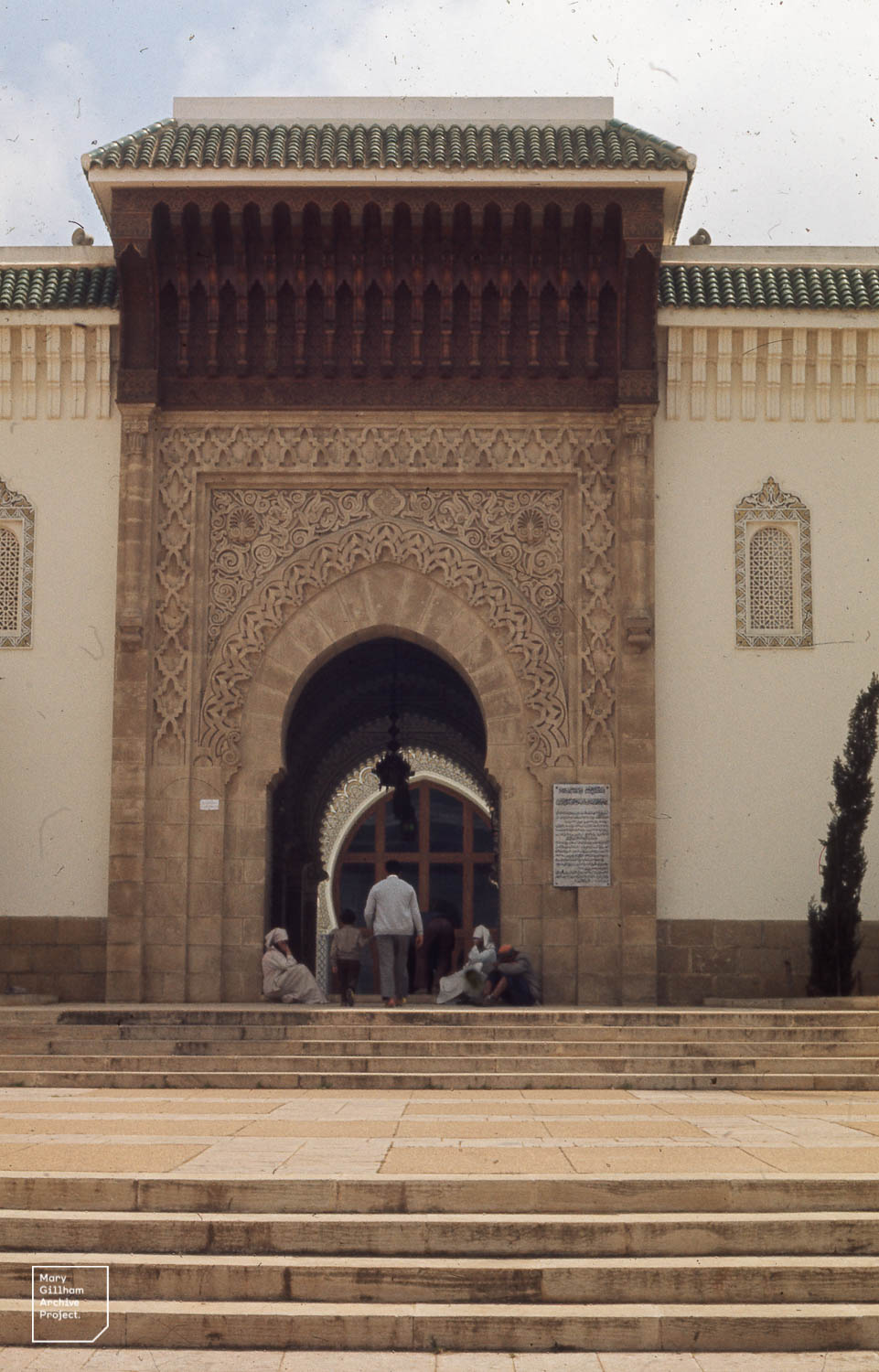
أحد مداخل المسجد الرئيسية.
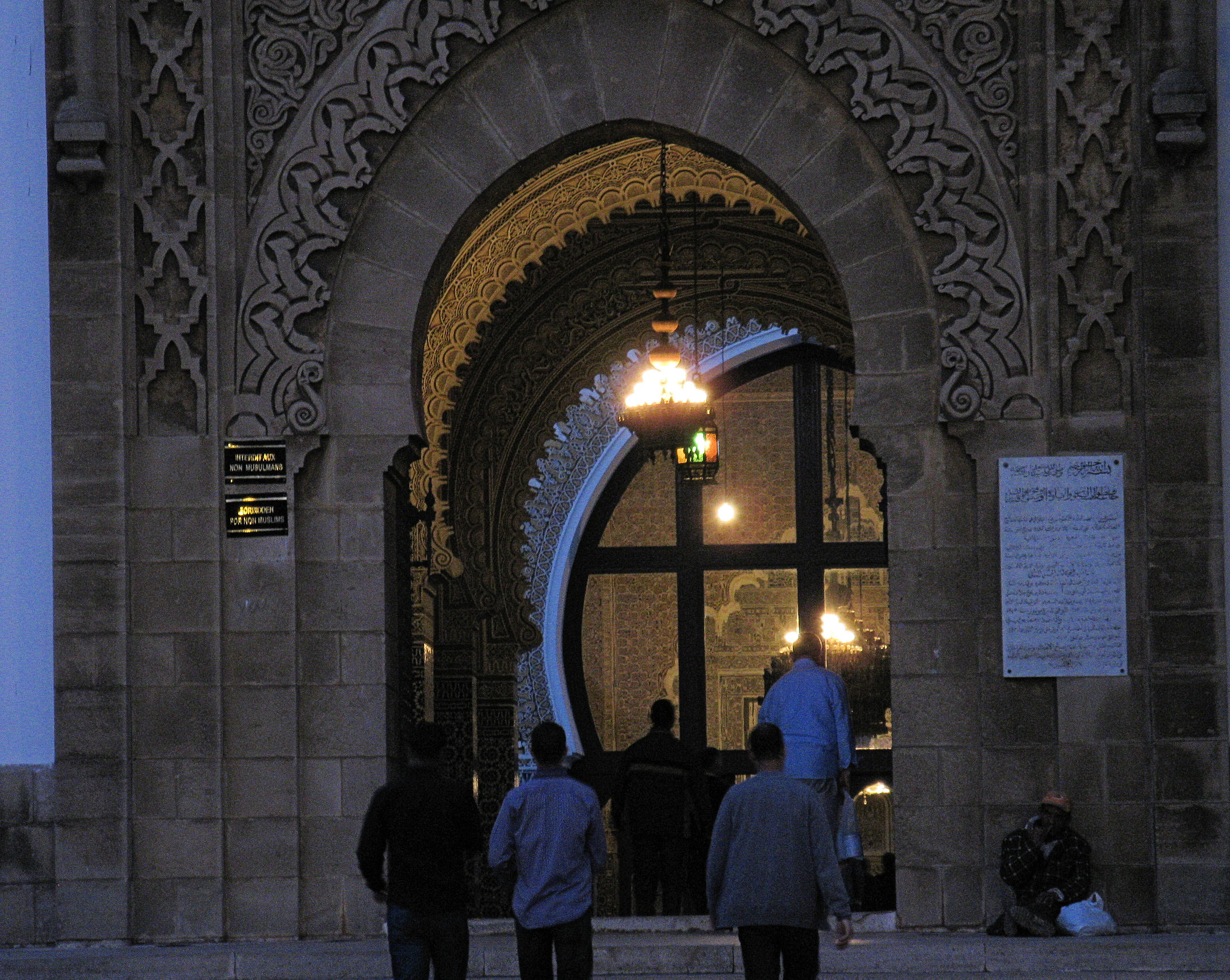
لمحة عن المسجد من الداخل من خلال المدخل الشمالي الغربي الرئيسي باتجاه قاعة الصلاة.
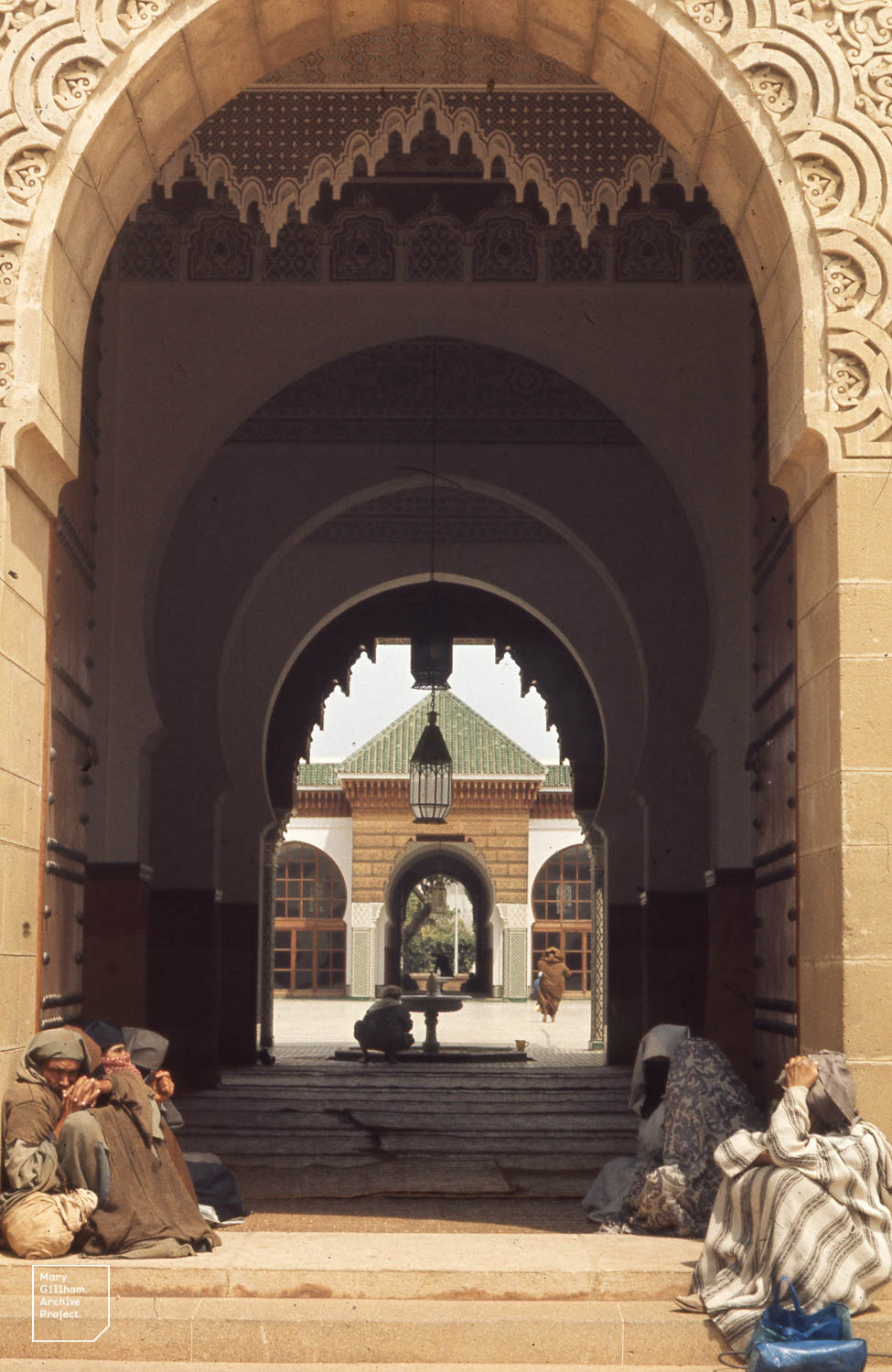
المنظر من مدخل آخر في فناء (صحن). يوجد في المسافة واحد من جناحين مزخرفين على طرفي الفناء.
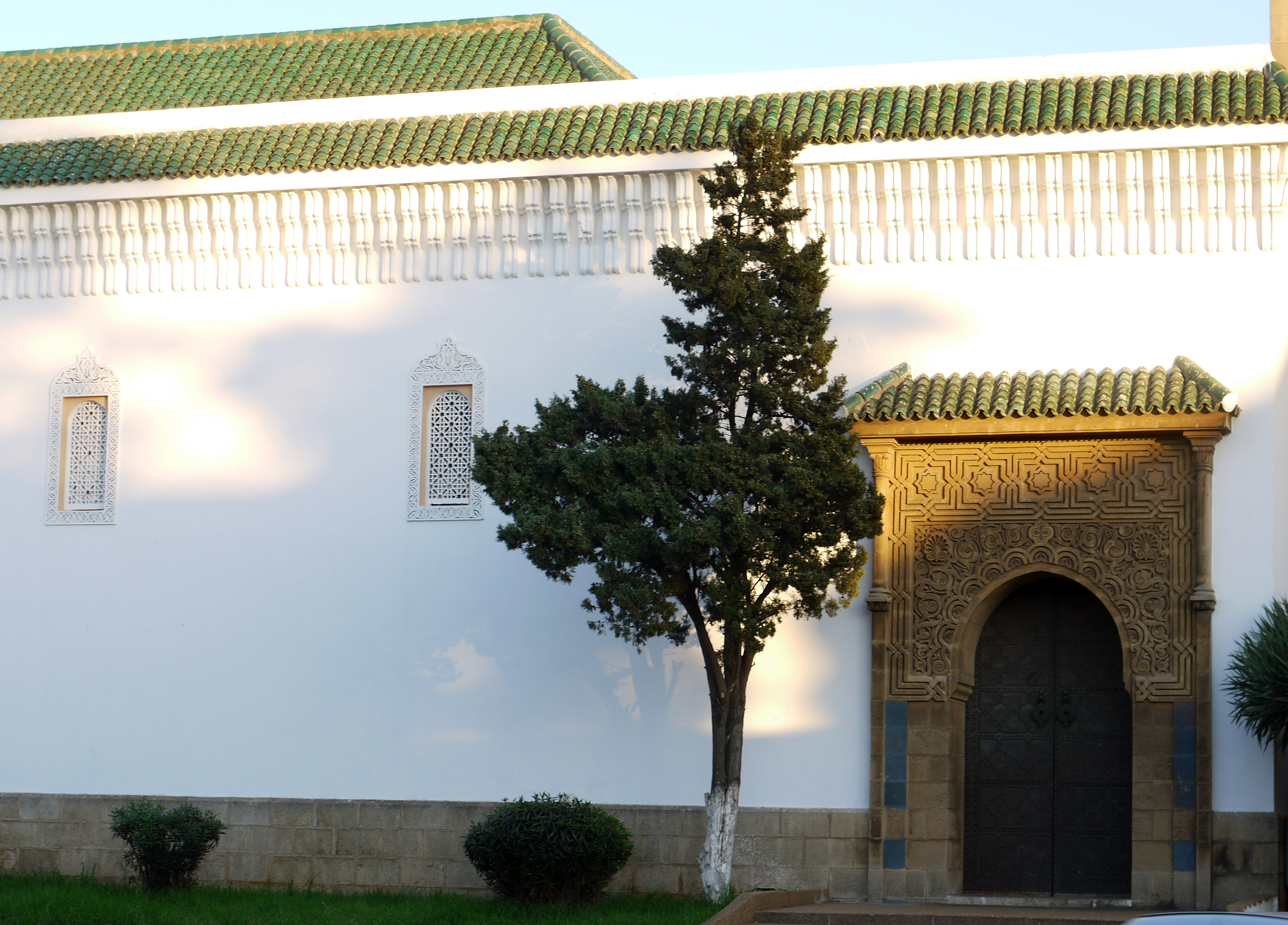
أحد المداخل الأخرى الأقل أهمية ولكن لا تزال زخرفية للمسجد.

## وصلات خارجية
- مسجد السنة بالقنطرة-med.org (يتضمن صور من الداخل والخارج للمسجد)